# Mangi
Mangi es la forma en idioma persa del término chino Man-tseu o  Manzi, que designaba al sur de China en tiempos de la dinastía Song. La palabra llegó a Europa gracias al relato de los viajes de Marco Polo que, a su vez, se refería a China septentrional con el nombre de Catay, términos que aparecen en numerosos mapas y documentos de la Baja Edad Media y el Renacimiento.
El nombre Manzi aparece a menudo en documentos de la dinastía Yuan. Los mongoles también llamaban Nangkiyas o Nangkiyad a los chinos meridionales, y los consideraban étnicamente diferentes de los septentrionales. Los chinos consideraban peyorativo el término Manzi («bárbaros del sur») y nunca lo usaron para referirse a sí mismos.[cita requerida]
El hecho de que Marco Polo utilice la forma persa, y no la mongola Nangias, ha sido utilizado como argumento por los autores que defienden que su relato es en gran parte una invención o que incluso realmente nunca llegó a estar en China. En cualquier caso el persa era una lingua franca en la corte de Kublai Kan, y también es posible que Polo empleara para documentar la toponimia algún mapa persa, ya que algunos cosmólogos de ese origen, como Nasir al-Din, también trabajaron para los kanes mongoles.